# Картер, Кит
Кит Эйр Картер (нем. Keith Eyre Carter; 30 августа 1924, Акрон, Огайо — 3 мая 2013, Ашвилл, Северная Каролина) — американский пловец, серебряный призёр летних Олимпийских игр 1948 года в Лондоне.

## Спортивная карьера
Во время Второй мировой войны служил в рядах ВВС США на бомбардировщике. С отличием окончил Университет Пердью, получив образование в области электротехники.
Выступал за университетский спортивный клуб Purdue Boilermakers. В 1949 г. выиграл любительский чемпионат США на дистанции 200 ярдов баттерфляем. На летних Олимпийских играх в Лондоне (1948) завоевал серебряную медаль на дистанции 200 м брассом (все три призовых места заняли американцы). На 100-метровке вольным стилем финишировал четвёртым.
По завершении спортивной карьеры работал в электротехнической компании Reliance Electric, позже приобретенной Rockwell Automation. Прошёл путь от инженера по продажам до директора по международным операциям. Выйдя на пенсию, соревновался среди ветеранов, установил несколько мировых рекордов в своей возрастной группе.